# Parlamentspräsident
Der Parlamentspräsident (historisch auch Landmarschall oder Landtagsmarschall), im internationalen Gebrauch Parlamentssprecher (da vor allem im englischen Sprachraum Speaker), ist der Vorsitzende eines Parlamentes. Seine genaue Rolle hängt von der Ausgestaltung des Amtes im jeweiligen Land ab: Während er in manchen Ländern kaum mehr als ein Veranstaltungsleiter ist, der lediglich für die formale Korrektheit der Parlamentssitzungen zu sorgen hat, gilt in anderen Ländern dieses Amt als hohes Staatsamt, zu dem zum Teil auch entsprechende Insignien gehören. In der Regel steht dem Parlamentspräsidenten das Hausrecht über das Parlamentsgebäude zu, ihm untersteht meist auch die Verwaltung des Parlaments durch entsprechende Beamte. Seine Aufgaben werden, je nach Land, durch die Verfassung, durch Gesetze oder durch Verordnungen bzw. Geschäftsordnungen geregelt. Der Stellvertreter des Parlamentspräsidenten wird Parlamentsvizepräsident genannt. Vielfach gibt es mehrere Parlamentsvizepräsidenten, die bei Verhinderung des Parlamentspräsidenten dessen Aufgaben übernehmen.

## Deutschland
In Deutschland erfüllen der Bundestagspräsident und der Bundesratspräsident eine vergleichbare Aufgabe. In den Parlamenten der einzelnen Bundesländer gibt es außerdem die Landtagspräsidenten. In deutschen Parlamenten (Bundestag, Landtage) stellt üblicherweise die stärkste Fraktion den Parlamentspräsidenten, die anderen Fraktionen, Gruppen oder Parteien Vizepräsidenten. In der Praxis geschieht diese Verteilung jedoch nur, wenn die Mehrheit der Fraktionen sie zulassen.
Der erste Deutsche Bundestag hatte 1949 ein Präsidium mit einem Präsidenten (CDU) und zwei Vizepräsidenten (SPD und FDP). Ab 1953 wurden bereits drei Vizepräsidenten gewählt, so dass auch die CSU zum Zuge kam, somit war die CDU/CSU-Fraktion doppelt im Präsidium vertreten. Im April 1958 wurde zugunsten der kleinen Parteien, die in CDU und FDP aufgingen, eine vierte Vizepräsidentenstelle im Präsidium des 3. Deutschen Bundestages geschaffen. Ab 1961 bestanden die Präsidien aus fünf Mitgliedern, zwei von CDU und CSU, aus Proporz-Gründen auch zwei von der SPD, die relativ kleine FDP stellte einen Vizepräsidenten, so etwa im Jahr 1980 im Präsidium des 9. Deutschen Bundestages. Erste Frau als Vizepräsidentin war Maria Probst (CSU) ab Ende 1965 bis zu ihrem Tod 1967 (als Nachfolgerin für Richard Jaeger, da dieser Mitglied der Bundesregierung wurde). Ab 1969 war Liselotte Funcke (FDP) die erste Frau, die für die volle Dauer einer Legislaturperiode zur Vizepräsidentin gewählt wurde. 1972 wurde Annemarie Renger (SPD) die erste Frau als Bundestagspräsidentin.
Ab 1983 zog erstmals wieder eine fünfte Partei ein, die Grünen-Bundestagsfraktion. Als Zahl der Vize-Stellen wurde weiterhin und explizit nur vier bestimmt. Die in allen Wahlgängen unterlegenen Grünen-Kandidatinnen waren 1983 für das Präsidium des 10. Deutschen Bundestages Christa Reetz, 1987 Christa Nickels.
Bedingt durch den Beitritt von fünf neuen Bundesländern zogen im Oktober 1990 zusätzliche Abgeordnete in den 11. Deutschen Bundestag ein, insbesondere die SED-Nachfolgepartei PDS. Bei der gesamtdeutschen Wahl zum 12. Deutschen Bundestag im Dezember 1990 fielen durch in West und Ost separate 5%-Hürden die westdeutschen Grünen heraus, es zog jedoch das Bündnis 90 ein, so dass Bündnis 90/GRÜNE und die PDS jeweils mit dem Status einer Gruppe vertreten waren. Das Präsidium des 12. Deutschen Bundestages hatte weiterhin vier Vizepräsidenten, darunter zwei von der SPD; unterlegene Kandidaten waren Wolfgang Ullmann (Bündnis 90/GRÜNE) und Jutta Braband (PDS).
Ins Präsidium des 13. Deutschen Bundestages wurden 1994 CDU und SPD ohne Gegenkandidat gewählt, drei weitere Posten in Kampfabstimmungen besetzt. Erstmals seit 1961 unterlag die SPD in zwei Wahlgängen, so dass neben der FDP erstmals die Fraktion von Bündnis 90/Die Grünen mit Antje Vollmer eine Vizepräsidentin stellte. Die Kandidatin der PDS-Gruppe unterlag gegen den CSU-Vertreter.
Die Bundestagswahl 1998 änderte die Verhältnisse. Rot-grün gewann die Wahl, die Union schnitt so schlecht wie zuletzt 1953 ab. Zum zweiten Male seit 1972 stellte die SPD den Präsidenten, und erstmals wurden fünf Vizepräsidenten-Posten besetzt, einer von jeder Fraktion ohne Gegenkandidaten, von SPD, CDU (für CDU/CSU) und FDP. Mit Antje Vollmer (Bündnis 90/Die Grünen) und Petra Bläss (PDS) bekamen diese Fraktionen erstmals Vizepräsidenten-Posten, und erstmals seit 1953 musste die CSU auf einen eigenen Vizepräsidenten-Posten verzichten. 2002 scheiterte die PDS an der 5%-Hürde, der fünfte Vizepräsidenten-Posten entfiel ohne Ersatz.
Ab 2005 kam es zum Machtwechsel und eine Große Koalition regierte, was zu einer Vergrößerung des Präsidiums des 16. Deutschen Bundestages führte. Die CDU stellte wieder den Präsidenten, die CSU bekam „ihren“ Vizepräsidenten-Posten zurück und die SPD behielt insgesamt zwei Posten im Präsidium; FDP und Grünen je einen. Zudem zog als PDS-Nachfolger die Fraktion Die Linke in den Bundestag, jedoch nicht reibungslos ins Präsidium ein. Im Herbst 2005 wurde Lothar Bisky in insgesamt vier Wahlgängen abgelehnt; am 7. April 2006 jedoch wurde Petra Pau im ersten Wahlgang gewählt und besetzte eine sechste Vizepräsidenten-Stelle; nach Auflösung der Fraktion Ende 2023 vertrat Pau nur noch eine Gruppe.
2009 verlor die SPD die Regierungsbeteiligung und den zweiten Vizepräsidenten-Posten. 2013 kam wieder eine Große Koalition ans Ruder, während die FDP an der 5%-Hürde scheiterte. Das Präsidium des 18. Deutschen Bundestages wurde dennoch nicht auf fünf Köpfe verkleinert, sondern auf sieben vergrößert, da die Regierungsparteien CDU/CSU und SPD jeweils zwei Vizepräsidenten-Posten einnahmen.
In der Bundestagswahl 2017 kam nicht nur die FDP zurück, sondern es zog mit der AfD eine zusätzliche siebte Partei in den Bundestag auf Anhieb als drittstärkste Partei und Oppositionsführer ein. Mit bisherigen Gepflogenheiten würde das Präsidium um zwei auf nun neun Stellen aufgebläht; stattdessen verzichteten Union und SPD auf die doppelten Vizepräsidenten-Posten. Im Präsidium des 19. Deutschen Bundestages wurde nominell jeder Fraktion ein Vizepräsident zugebilligt; die Anzahl wurde somit auf sechs festgelegt. Sämtliche fünf von der AfD-Bundestagsfraktion bislang für das Amt eines Bundestagsvizepräsidenten aufgestellten Kandidaten wurden stets dreimal von der Mehrheit der Mitglieder des Bundestags abgelehnt.
Nach der Bundestagswahl 2021 bildete sich erstmals seit langem eine Bundesregierung aus drei Fraktionen, die „Ampel“, unter Führung der SPD, die mit Bärbel Bas die Bundestagspräsidentin stellt, zudem mit Aydan Özoğuz eine Vizepräsidentin. Auch CDU, Grüne und Linke besetzten ihre Vizepräsidenten-Posten im Präsidium des 20. Deutschen Bundestages mit Frauen, nur die FDP hält an Wolfgang Kubicki fest. Der Kandidat der AfD, zunächst Michael Kaufmann, wurde an drei Sitzungstagen abgelehnt, danach Malte Kaufmann an zwei Tagen im Jahr 2022. Bis zur Sommerpause 2024 traten nicht weniger als 20 weitere AfD-Abgeordnete jeweils einmal an, alle wurden abgelehnt; mit in Summe nur wenigen Dutzend Ja-Stimmen oder Enthaltungen außerhalb ihrer Fraktion, bei weit über 500 Nein-Stimmen.

## Litauen
Litauen hat ein Eine-Kammer-Parlament (Seimas). Ein Seimas-Vorsitzender soll sein Amt neutral ausüben und hat keine Ämter oder Aufgaben in seiner eigenen Fraktion. Seit November 2024 ist Saulius Skvernelis (* 1970) Vorsitzender des Seimas der Republik Litauen.
Im Seimas, dem litauischen Parlament, gibt es üblicherweise 6 Vizepräsidenten, die die Arbeit des Vorsitzenden unterstützen und verschiedene Verantwortlichkeiten tragen. Darunter wird ein erster stellvertretender Parlamentspräsident ernannt, der eine besondere Rolle hat. Maximal können 7 Vizepräsidenten ernannt werden.

## Niederlande
Die Niederlande haben mit den Generalstaaten ein Zwei-Kammer-Parlament. Beide Kammern haben einen eigenen Vorsitzenden. In seltenen Fällen kommen beide Kammern zu einer gemeinsamen Sitzung zusammen: Dann ist der Vorsitzende der Ersten Kammer der Vorsitzende der gesamten Versammlung, obwohl politisch die Zweite Kammer die wichtigere ist.
Am Beginn einer Legislaturperiode fungiert der ehemalige Kammervorsitzende als Übergangsvorsitzender, bis ein neuer Vorsitzender gewählt worden ist. Ist der ehemalige Kammervorsitzende kein Kammermitglied mehr, dient sein Vorgänger oder ein ehemaliger Stellvertreter. Der neue Vorsitzende wird von den Kammermitgliedern mit Mehrheit gewählt. Gewählt ist derjenige Kandidat, der eine absolute Mehrheit auf sich vereinen kann. Eventuell sind mehrere Wahlgänge vonnöten. Häufig, aber nicht immer ist der Vorsitzende ein Mitglied der größten Kammerfraktion.
Ein Kammervorsitzender soll sein Amt neutral ausüben und hat in der Regel keine Ämter oder Aufgaben in seiner eigenen Fraktion. In den Debatten sprechen die Kammermitglieder oder auch Regierungsvertreter stets nur den Vorsitzenden an. Über andere Personen redet man nur in der dritten Person.

## Österreich
Das österreichische Parlament besteht aus zwei gesetzgebenden Körperschaften: Dem Nationalrat als direkt gewählter Abgeordnetenkammer und dem Bundesrat als von den Bundesländern beschickter Länderkammer. Beide Gesetzgebungskörper haben jeweils einen eigenen Präsidenten, der in unterschiedlichen Bestellvorgängen aus der Reihe der Abgeordneten bzw. Mitglieder der jeweiligen Körperschaft bestimmt wird. Während der Präsident des Nationalrates in der Regel einmal pro Legislaturperiode von den Abgeordneten zum Nationalrat gewählt wird, wechselt das Amt des Präsidenten des Bundesrates jedes halbe Jahr zwischen den neun Bundesländern.
Wenn die beiden gesetzgebenden Körperschaften in einer gemeinsamen Sitzung zusammenkommen (etwa, um den Bundespräsidenten anzugeloben), so werden sie gemeinsam als Bundesversammlung bezeichnet. Deren Vorsitz führen abwechselnd jeweils der Präsident des Nationalrates und der Präsident des Bundesrates.
In den Ländern ist mit der Funktionsbezeichnung Parlamentspräsident jedenfalls der jeweilige Landtagspräsident gemeint.

## Osttimor

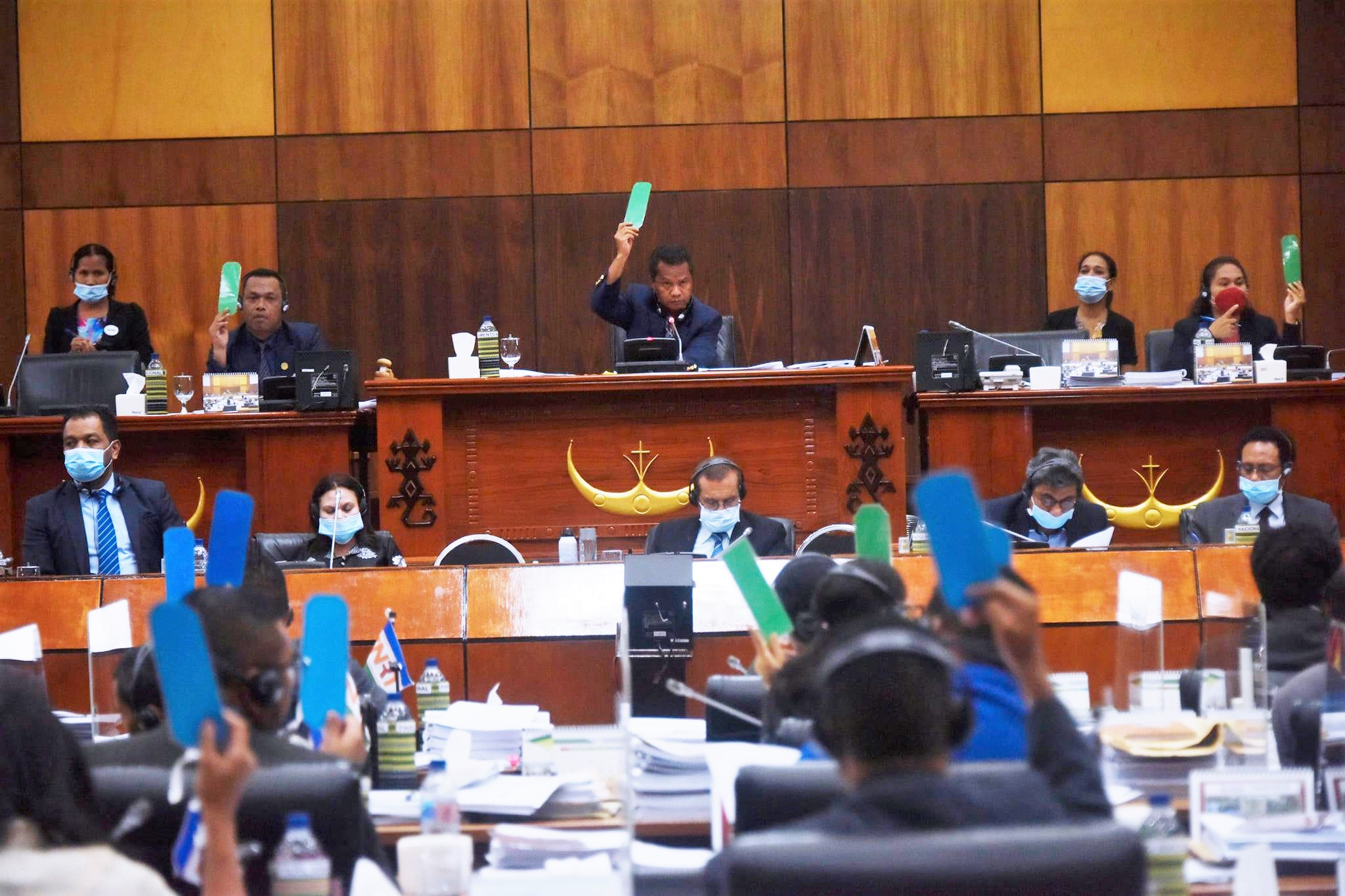
Das Präsidium im Nationalparlament Osttimors mit Kaibauk und Krokodilsymbolen. Darunter die Regierungsbank.

Im Nationalparlament Osttimors wählen die Abgeordneten das Parlamentspräsidium (Mesa do Parlamento). Es besteht aus sechs Personen: dem Präsidenten, seinem ersten und zweiten Stellvertreter sowie dem Sekretär des Präsidiums und dessen erstem und zweitem Stellvertreter. Zur Wahl des Präsidenten werden als Vorschläge mindestens zehn und höchstens 20 Abgeordneten eingereicht. Die Wahl findet im Plenum statt und ist geheim. Der Kandidat, der die absolute Mehrheit der Stimmen der gewählten Abgeordneten erhält, wird gewählt.
Der Präsident vertritt das nationale Parlament, leitet und koordiniert seine Arbeit und hat die Hoheit über das Personal des Parlaments und seine Sicherheit. Er führt den Vorsitz im Präsidium, in den Plenarsitzungen, legt die parlamentarische Tagesordnung fest, genehmigt oder lehnt Gesetzesentwürfe ab und übersendet sie an das Parlament. an die ständigen Fachausschüsse, um von der Öffentlichkeit eingereichte Petitionen entgegenzunehmen und an die ständigen Fachausschüsse weiterzuleiten. Außerdem nimmt er Petitionen an das Parlament entgegen und leitet sie an die Fachausschüsse weiter.
Bei Tod, Rücktritt, dauernder Arbeitsunfähigkeit oder vorübergehender Behinderung des Staatspräsidenten vertritt der Parlamentspräsident das Staatsoberhaupt bis zu dessen Rückkehr ins Amt oder Neuwahl. Als Staatspräsident José Ramos-Horta beim Attentat in Dili 2008 schwer verletzt wurde, übernahm zunächst der erste stellvertretende Parlamentspräsident Vicente da Silva Guterres die Funktionen, da der Parlamentspräsident Fernando de Araújo sich zu diesem Zeitpunkt auf einer Dienstreise befand. Nach seiner Rückkehr wenige Tage später, wurde Araújo Staatsoberhaupt, bis Ramos-Horta die Amtsgeschäfte einige Monate später wieder übernehmen konnte.
Das Präsidium kann den Verlust des Mandats eines Abgeordneten erklären und ist für das Funktionieren der Unterstützungsdienste des Parlaments und der Ausschüsse verantwortlich. Der Sekretär prüft die Anwesenheit der Abgeordneten an Sitzungstagen, erteilt ihnen das Wort, prüft die Ergebnisse von Abstimmungen und zeichnet diese auf.

## Russland
Die russische Staatsduma wird von einem Präsidenten (russ. Председатель Государственной Думы) geleitet, der über acht Stellvertreter verfügt. Das Amt wurde 1994 geschaffen. Die Wahl zum Parlamentspräsidenten erfolgt in einer Kampfabstimmung. Gegenwärtiger Inhaber des Amtes ist seit 2016 Wjatscheslaw Wolodin von der Partei Einiges Russland (ER). Seine Vorgänger waren Iwan Rybkin (1994–1996, Agrarpartei), Gennadi Selesnjow (1996–2003, KPRF 1996–2002, Unabhängig 2002–2003), Boris Gryslow (2003–2011, ER) und Sergei Naryschkin (2011–2016, ER).

## Schweden
An der Spitze des Schwedischen Reichstags steht der Reichstagspräsident (talman), der zusammen mit seinen drei Vertretern für die gesamte Legislaturperiode gewählt wird. Zu seinen Aufgaben zählt die Beauftragung eines Parteivorsitzenden mit der Regierungsbildung bei einem Regierungswechsel, die Entlassung von Regierungsmitgliedern nach einem Misstrauensvotum oder des Premierministers auf eigenen Wunsch, die Übernahme des Amtes des Reichsverwesers, wenn der König und sein Stellvertreter verhindert sind, und natürlich die Planung und Organisation der Arbeit des Reichstages.

## Schweiz
In der Schweiz haben die beiden gleichberechtigten Parlamentskammern der Bundesversammlung, der National- und der Ständerat, je einen eigenen Präsidenten. Bei gemeinsamen Sitzungen der vereinigten Bundesversammlung führt jedoch der Nationalratspräsident den Vorsitz. Er gilt daher, trotz lediglich repräsentativer Aufgaben, im Volksmund als höchster Schweizer.
Die Präsidenten werden jeweils für ein Jahr aus der Mitte des Rates gewählt. Turnusgemäss rücken die Vizepräsidenten im darauffolgenden Jahr ins Präsidentenamt nach. Es hat sich eingebürgert, dass die Präsidenten im Turnus von den vier größten Fraktionen gestellt werden.
Die Präsidenten führen die Sitzungen und achten auf die Einhaltung der parlamentarischen Ordnung. Zusammen mit den Parlamentsdiensten und den Ratsbüros bereiten die Präsidenten zudem die Sitzungen vor.
Ähnliche Verfahren kennen auch die Kantonsparlamente.

## Vereinigtes Königreich
In Großbritannien trägt der Vorsitzende des Unterhauses (House of Commons) den Titel Speaker of the House of Commons. Er sitzt traditionsgemäß auf einem Thron und verfügt mit dem Mace, einem vergoldeten zeremoniellen Streitkolben, über ein Instrument, das seine Autorität symbolisiert. Das Amt existiert in England mit seiner langen parlamentarischen Tradition seit 1258. Da der Speaker zu Neutralität verpflichtet ist, kann er als eine Art vermittelnde Instanz gesehen werden; sie trug zur Ausbildung einer parlamentarischen Diskussionskultur dadurch entscheidend bei, dass es Usus wurde, bei Debatten den politischen Gegner nicht persönlich zu attackieren, sondern dies indirekt in Form einer Rede geschah, die sich formell an den Speaker richtete. Die reale politische Macht des britischen Speakers ist allerdings vergleichsweise gering.
Der Sprecher des House of Lords war bis 2006 der Lordkanzler, der zugleich auch Kabinettsmitglied war. Da der Lordkanzler damit legislative und exekutive Funktionen wahrnahm, wurde zur besseren Trennung der verschiedenen Aufgaben 2006 das neue Amt des Lord Speaker geschaffen, der seitdem Sprecher des Oberhauses ist.
Der Deputy Speaker im House of Commons unterstützt den Speaker und übernimmt ähnliche Aufgaben wie der Parlamentsvizepräsident in anderen Ländern.

## Vereinigte Staaten
In den USA trägt der Präsident des Repräsentantenhauses ebenfalls den Titel Speaker. Er hat das dritthöchste Amt im Staat nach Präsident und Vizepräsident inne und würde das Amt des Präsidenten für den Fall antreten, dass beide ausfallen.
In der anderen Kammer, dem Senat, liegt der Vorsitz in den Händen des Vizepräsidenten der USA, der normalerweise kein Stimmrecht in dieser Kammer hat, außer im Falle eines Gleichstandes; dann ist seine Stimme maßgebend. Da in der Vergangenheit Demokraten und Republikaner zum Teil tatsächlich gleich viele Senatoren stellten, kam dem Vizepräsidenten hier also die Rolle des Züngleins an der Waage zu. Da der Vizepräsident bei Weitem nicht jede Tagung leitet, steht ihm ein Präsident pro tempore (Senatspräsident auf Zeit) zur Seite.
In den Bundesstaaten mit Zweikammerparlamenten haben die jeweiligen Repräsentantenhäuser (oder Assembly genannt) ebenfalls einen Speaker, während der Vorsitz der Senate häufig durch den jeweils amtierenden Vizegouverneur ausgeübt wird. Auch ihm steht ein Präsident pro tempore zur Seite.